# Celama dresnayi
Celama dresnayi is een vlinder uit de familie van de visstaartjes (Nolidae). De wetenschappelijke naam van de soort is voor het eerst geldig gepubliceerd in 1946 door Georg Warnecke.